# صفورا علی‌زاده
صفورا علی‌زاده (زادهٔ ۲۰ سپتامبر ۱۹۹۲) خواننده اهل آذربایجان است. او با ترانه «دریپ دراپ» در مسابقات یوروویژن ۲۰۱۰ شرکت داشت و به رتبهٔ پنجم رسید. پدر او نقاش و مادرش پیانیست و طراح مد است.
صفورا همچنین گویندهٔ آراء آذربایجان در یوروویژن ۲۰۱۱ بود.

## آلبوم
این جنگ من است (۲۰۱۰)

## تک آهنگ‌ها
| سال  | آهنگ        | رتبه در لیست پرفروش‌ترین آهنگ ها | رتبه در لیست پرفروش‌ترین آهنگ ها | رتبه در لیست پرفروش‌ترین آهنگ ها | رتبه در لیست پرفروش‌ترین آهنگ ها | رتبه در لیست پرفروش‌ترین آهنگ ها | رتبه در لیست پرفروش‌ترین آهنگ ها | آلبوم       |
| سال  | آهنگ        | انگلستان                        | اتریش                           | آلمان                           | سوئد                            | نروژ                            | بلژیک                           | آلبوم       |
| ---- | ----------- | ------------------------------- | ------------------------------- | ------------------------------- | ------------------------------- | ------------------------------- | ------------------------------- | ----------- |
| 2010 | "Drip Drop" | 181                             | 41                              | 26                              | 40                              | 15                              | 38                              | It's My War |
| 2010 | "March On"  | —                               | —                               | —                               | —                               | —                               | —                               | It's My War |
| 2011 | "پردیس"     | —                               | —                               | —                               | —                               | —                               | —                               | ارائه نشده  |
| 2011 | "Alive"     | —                               | —                               | —                               | —                               | —                               | —                               | ارائه نشده  |

## منبع اصلی
- ویکی‌پدیا انگلیسی